# Gottfried Christian von Johnn
Gottfried Christian von Johnn (død 1790) var en dansk diplomat, bror til Christian August von Johnn.
Han var brodersøn af Christian August von Johnn og døde som kammerherre og dansk gesandt i Portugal.